# Almoster
Almoster – gmina w Hiszpanii, w prowincji Tarragona, w Katalonii, o powierzchni 6,03 km². W 2011 roku gmina liczyła 1381 mieszkańców.